# Eryngium aristulatum
Eryngium aristulatum är en flockblommig växtart som beskrevs av Jeps.. Eryngium aristulatum ingår i släktet martornar, och familjen flockblommiga växter.

## Underarter
Arten delas in i följande underarter:
- E. a. hooveri
- E. a. parishii